# Technische Universiteit Kaunas
De Technische Universiteit Kaunas (Litouws: Kauno technologijos universitetas) is de grootste technische universiteit in de Baltische landen. Acht van de negen faculteiten zijn gevestigd in Kaunas en de negende in Panevėžys.
Tot de eredoctoren van de universiteit behoort NAVO-topman Anders Fogh Rasmussen.

## Geschiedenis
De technische universiteit is een van drie universiteiten in Kaunas die zijn voortgekomen uit een in 1922 opgerichte instelling, de Hogere Leergangen (Aukštieji kursai), die in 1920 was opgericht. Kaunas was destijds de facto de hoofdstad van de jonge republiek Litouwen, die nog geen universiteit had, omdat de formele hoofdstad, Vilnius, op Pools grondgebied lag. 
In 1930 kreeg de universiteit de naam van Vytautas de Grote. Begin 1940 werden enkele faculteiten overgeheveld naar de universiteit van Vilnius, die inmiddels niet meer Pools was, en later dat jaar, toen Litouwen door de Sovjet-Unie was bezet, werd Vytautas de Grote uit de naam van de instelling in Kaunas verwijderd. Door de Duitse bezetter werd de universiteit in 1943 gesloten. Eind 1944, toen Kaunas opnieuw in de Litouwse SSR lag, volgde heropening. 
In 1950 werd de instelling opgesplitst in een polytechnisch Instituut en een medisch instituut. Het polytechnisch instituut van Kaunas (Kauno politechnikos institutas) kreeg in 1990 de status van universiteit en de naam Technische Universiteit Kaunas.
Aalborg ·
Aken ·
Barcelona ·
Belgrado · 
Berlijn · 
Boedapest · 
Boekarest · 
Braunschweig · 
Brno ·
Darmstadt ·
Delft ·
Dresden ·
Dublin ·
Enschede · 
Gdańsk · 
Gent ·
Glasgow · 
Göteborg ·
Graz ·
Grenoble ·
Guildford · 
Haifa ·
Hannover ·
Helsinki ·
Istanboel ·
Karlsruhe ·
Kaunas ·
Lausanne ·
Leuven ·
Lissabon ·
Lissabon NOVA ·
Louvain-la-Neuve ·
Lund · 
Lyon ·
Madrid ·
Milaan ·
Parijs-Saclay ·
Parijs ParisTech ·
Porto ·
Poznań ·
Praag ·
Riga ·
Sheffield · 
Stockholm ·
Stuttgart ·
Tallinn ·
Tomsk ·
Trondheim ·
Turijn ·
Valencia ·
Warschau ·
Wenen ·
Zürich